# Jesse Marshall
Jesse Marshall (* 18. Oktober 1980) ist ein ehemaliger US-amerikanischer Skirennläufer, der auf die technischen Disziplinen Slalom und Riesenslalom spezialisiert war. Sein größter Erfolg war der Gesamtsieg im Nor-Am Cup 2003. Seine Schwester Chelsea und sein Bruder Cody sind ebenfalls Skirennläufer.

## Karriere
Marshall fuhr seine ersten FIS-Rennen im Dezember 1995, zwei Jahre später folgten erste Starts im Nor-Am Cup. Dort konnte er sich in den beiden Slaloms von Osler Bluff im März 2000 mit den Rängen sechs und neun erstmals in den Top Ten platzieren. Den endgültigen Anschluss an die Spitze schaffte er am Ende der Saison 2001/02, wo er in den beiden Slaloms von Nakiska den dritten Platz erreichte und mit zwei weiteren Top-Ten-Ergebnissen den fünften Rang in der Slalomwertung holte.
Die Saison 2002/03 wurde seine erfolgreichste: Marshall erreichte in sieben Rennen hintereinander das Podium, feierte in den Riesenslaloms von Sunday River und Nakiska zwei Siege und sicherte sich mit diesen Leistungen den Sieg in der Gesamtwertung, den Sieg in der Riesenslalomwertung und den zweiten Platz in der Slalomwertung. Während dieser Saison startete er auch am 28. Januar 2003 im Slalom von Schladming erstmals in einem Weltcuprennen, qualifizierte sich aber nicht für den zweiten Lauf. Im Nor-Am Cup konnte er in der Saison 2003/04 nicht an seine Vorjahreserfolge anschließen und kam nur einmal auf das Podest. Am Ende wurde er Vierter in der Slalomwertung. Im Weltcup hatte er weiterhin keinen Erfolg, in seinen insgesamt zehn Rennen erreichte er nie den zweiten Durchgang.
In der Nor-Am-Cup-Saison 2004/05 fuhr er dreimal auf das Podest, in der Gesamtwertung kam er aber nur auf den sechsten Platz im Riesenslalom. Im Weltcup absolvierte er in diesem Winter weitere sieben Rennen, qualifizierte sich aber nie für den zweiten Lauf. Sein letztes Weltcuprennen war der Slalom in Kranjska Gora am 27. Februar 2005, im folgenden Winter startete er nur noch im Nor-Am Cup. Dort erreichte er im Januar zwei Podestplätze im Slalom und belegte im Endklassement den siebenten Platz im Slalom und im Riesenslalom. Nach der Saison 2005/06 beendete Marshall seine aktive Karriere.

## Sportliche Erfolge

### Nor-Am Cup
- Saison 2001/02: 5. Slalom
- Saison 2002/03: 1. Gesamtwertung, 1. Riesenslalom, 2. Slalom
- Saison 2003/04: 9. Gesamtwertung, 4. Slalom, 8. Riesenslalom
- Saison 2004/05: 6. Riesenslalom
- Saison 2005/06: 7. Slalom, 7. Riesenslalom
- 14 Podestplätze, davon 2 Siege:

| Datum          | Ort          | Land               | Disziplin    |
| -------------- | ------------ | ------------------ | ------------ |
| 3. Januar 2003 | Sunday River | Vereinigte Staaten | Riesenslalom |
| 12. März 2003  | Nakiska      | Kanada             | Riesenslalom |

### Weitere Erfolge
- US-amerikanischer Vizemeister im Slalom 2004
- 15 Siege in FIS-Rennen (13× Slalom, 2× Riesenslalom)